# Buitenmolen van Herne
De verdwenen Buitenmolen van Herne of Molen Thiels of Moreelsmolen is een voormalige windmolen in Herne aan de Looikouter - waar nu het kerkhof van Edingen ligt.

## Historiek
Na een mislukte poging om Edingen in te nemen op 9 augustus 1580, plunderden de protestantse troepen van Ninove de streek rond Edingen. Hierbij werd het molenhuis afgebrand. De molen zelf bleef gespaard tot 1918.
De Buitenmolen was eigendom van de hertog van Arenberg tot 1846.